# Thomas Campion
Thomas Campion (ur. 12 lutego 1567 r. w Londynie, zm. 1 marca 1620 tamże) – angielski poeta, krytyk i muzyk.

## Życiorys
Urodził się i zmarł w Londynie. Po studiach prawniczych i medycznych pracował jako lekarz. Był także kompozytorem, twórcą masek dworskich i poetą. Jego rodzice zmarli kiedy był jeszcze małym chłopcem, ale pozostawili mu wystarczający majątek, żeby mógł ukończyć Peterhouse College w Cambridge (1581). Opuścił Cambridge w 1584, najwidoczniej nie uzyskując stopnia naukowego i w 1586 został przyjęty do Gray’s Inn w Londynie na prawo. Otrzymał także stopień naukowy z Uniwersytetu w Caen w 1605 roku. Następnie praktykował w Londynie jako lekarz od 1606. Podczas tego czasu napisał kilka masek, które były wystawiane na dworze Jakuba I. Zmarł 1 marca 1620 i pochowany został na St. Dunstan’s-in-the-West

## Twórczość
Pierwsze poetyckie próby Campiona pojawiły się po łacinie. Miłość do reguł numerycznej wersyfikacji w klasycznych łacińskich poematach, przeniesiona została do angielskich poematów i pieśni, które tworzył. Zadebiutował w 1591 roku, kiedy jego pięć pieśni pojawiło się w nieautoryzowanym tomie Astrophel and Stella. 
Jego utwory liryczne, do których często sam komponował muzykę, cechuje mistrzowskie opanowanie form wersyfikacyjnych. W rozprawie Observations In the Art Of English Poesie (1602, Spostrzeżenia dotyczące sztuki poetyckiej w Anglii) drwił ze zbytniego przestrzegania reguł budowy wiersza, ale występował głównie przeciw mechanicznemu, wulgarnemu rymowaniu, powołując się na biały wiersz klasyków poezji. Rozprawa jego wywołała polemiczne wystąpienie Samuela Daniela Defence of Rhyme (1603). Opublikował zbiór elegii i epigramatów łacińskich Poemata (1595), Books of Airs (1610-1617), Księgi melodii), Songs of Mourning (1613), Pieśni żałobne, w których wyraził rozpacz i smutek panujący w Anglii z powodu śmierci księcia Henryka. Pisał też maski dworskie, wystawiane na dworze króla Jakuba I, w których dziś najbardziej cenione są wstawki liryczne, m.in. The Lord’s Masque (1613, Maska ku czci Boga) napisana z okazji zaślubin księżniczki Elżbiety. Ponadto pozostawił podręcznik muzyczny i epigramaty pisane po łacinie.

## Przekłady polskie
W Polsce ukazał się w formie książkowej tylko jeden wybór wierszy Campiona w tłumaczeniu Stanisława Barańczaka, zatytułowany 33 pieśni (Kraków 1995).